# Universiteit van Versailles-Saint-Quentin-en-Yvelines
De Universiteit van Versailles-Saint-Quentin-en-Yvelines (Université de Versailles-Saint-Quentin-en-Yvelines, UVSQ) is een openbare universiteit in de Franse stad Versailles. De universiteit is opgericht in 1991.
De universiteit heeft een Stichting.
- Bibliothèque nationale de France: cb122159100 (data)
- Gemeinsame Normdatei: 5268452-0
- International Standard Name Identifier: 0000 0001 2323 0229
- Library of Congress Control Number: n96017088
- Nationale Bibliotheek van Tsjechië: ko2016917326
- Nationale Bibliotheek van Israël: 987007299673205171
- Système universitaire de documentation: 03082057X
- Virtual International Authority File: 128764904